# 카팔라
현대 사례 분할

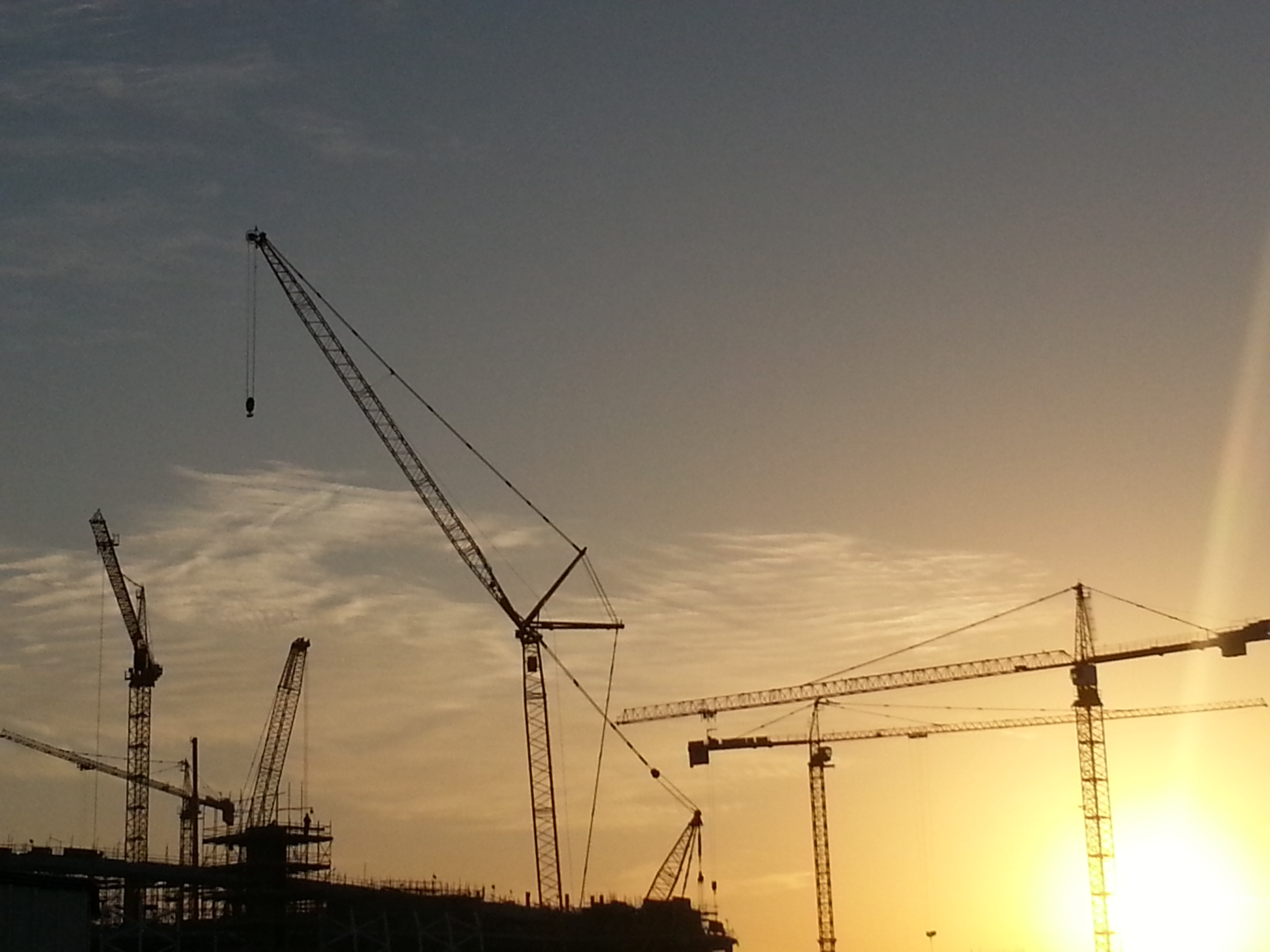
카타르의 카팔라 시스템은 2022년 FIFA 월드컵 경기장 건설 중에 발생한 노동 착취와 관련이 있었다 (사진은 2013년 건설 중인 월드컵 경기장 중 하나인 알투마마 스타디움).

카팔라 시스템 또는 케팔라 시스템(아랍어: نظام الكفالة niẓām al-kafāla, lit. '후원 시스템')은 중동에서 이주 노동자를 해당 국가에 거주하는 기간 동안 특정 고용주에게 묶어두는 시스템이다. 이 시스템은 현재 많은 아랍 국가, 특히 아라비아반도 국가에서 존재한다. 유사한 "구속 시스템"은 이스라엘에서도 2006년까지 존재했는데, 이스라엘 최고 법원이 이를 다루고 폐지했다.
페르시아만 아랍 국가에서 해외 노동자들을 위한 국내 경쟁을 막는 이 시스템은 이주 노동자들이 국내 스폰서(보통 고용주)를 두도록 요구하며, 이 스폰서가 그들의 비자와 법적 지위를 책임진다. 이러한 관행은 인권 단체들로부터 노동자 착취의 쉬운 기회를 만든다는 비판을 받아왔다. 많은 고용주들이 이주 노동자들의 여권을 몰수하고 법적 처벌이나 심지어 본국 송환의 가능성도 거의 없이 그들을 학대하기 때문이다. 2014년, 국제노동조합총연맹은 페르시아만 아랍 국가에 약 240만 명의 노예 상태의 가사 노동자가 있으며, 이들은 주로 인도, 스리랑카, 필리핀, 네팔 출신이라고 추정했다.

## 어원 및 법적 맥락
이슬람 입양법에서 "카팔라"는 아동 입양을 의미한다. 원래의 카팔라 법은 20세기 후반 여러 국가에서 이주 노동자에 대한 기한부 후원 시스템을 포함하도록 확장되었다. 이 현대 시스템은 진주 채취와 관련된 노동 관행에서 유래한다. 페르시아만에서 진주 산업은 노예 노동이 지배적이었으며, 20세기 노예제 폐지 이전에는 노예들이 진주 잠수부로 사용되었다.
21세기 첫 수십 년 동안 이주 노동자 시스템은 영어로 "카팔라 시스템"으로 널리 언급되었다. 카팔라라는 단어는 아랍어에서 유래했으며, 관련 단어 카필(kafeel)은 이 시스템에서 현지 고용 스폰서를 의미한다.

## 바레인
2009년 바레인은 걸프 협력 회의(GCC) 국가 중 처음으로 카팔라 시스템을 폐지했다고 주장했다. 노동부 장관은 공개 성명에서 이 시스템을 노예제에 비유했다. 노동 시장 규제법의 변경은 2009년 4월에 이루어졌고 2009년 8월 1일부터 시행되었다. 새 법에 따라 이주 노동자는 노동 시장 규제 당국의 후원을 받으며 고용주의 동의 없이 한 고용주에서 다른 고용주로 변경할 수 있다. 고용주를 그만두려면 3개월 전에 통보해야 한다.
그러나 2009년 11월 휴먼 라이츠 워치는 "당국은 이주 노동자들의 임금과 여권을 압류하는 고용주들에 대해 준수를 거의 강제하지 않는다... 이러한 관행은 바레인 법에 위배된다"고 밝혔다.

## 이스라엘
2006년까지 수십 년 동안 이스라엘은 효과적으로 카팔라 시스템을 유지했는데, 이스라엘에서는 이를 "구속 시스템"이라고 불렀다. 카팔라 시스템과 마찬가지로, 이스라엘의 이주 노동자들은 비자 유효 기간 동안 특정 고용주에게 묶여 있었다. 이스라엘이 이 시스템을 유지하던 수년 동안 여권 몰수 및 기타 학대가 체계적으로 이루어졌고 사실상 처벌받지 않았다.
이스라엘 최고 법원은 2006년 3월 Kav LaOved Worker’s Hotline 대 이스라엘 정부 사건에서 이스라엘 버전의 카팔라 시스템을 인권 문제로 지적하며 획기적인 판결로 폐지했다. 그러나 이스라엘 노동 학자 아드리아나 켐프와 레베카 라이즈만이 2014년에 발표한 연구는 구속 시스템이 일반 이주 노동자에게는 적용되지 않지만, 이주 가사 노동자에게는 여전히 적용된다고 주장했다.
2006년 이스라엘 버전의 카팔라 시스템을 폐지하는 판결에도 불구하고, 이스라엘에서 이주 노동자에 대한 학대는 여전히 만연하다. 2015년 휴먼 라이츠 워치의 연구에 따르면, 이스라엘의 키부츠에 있는 거의 모든 태국 이주 노동자들이 비참한 환경에서 살았으며, 정기적인 휴일을 거부당하고 법적으로 요구되는 기준을 넘어 일하고 그 이하의 임금을 받았다.

## 쿠웨이트
카팔라 시스템은 쿠웨이트에서 시행되고 있다. 2018년 쿠웨이트는 필리핀과의 외교 위기에 휘말렸고, 이는 2018년 5월 노동 협약으로 마무리되었다. 이 협약은 여권 압수 및 주 1회 휴일 보장 등 카팔라 하에서 필리핀 이주 노동자들에게 흔히 행해지던 관행을 금지했다.

## 카타르
카타르에 있는 약 120만 명의 외국인 노동자들은 주로 인도, 파키스탄, 방글라데시, 네팔, 필리핀 출신이며, 전체 노동력의 94%를 차지한다. 카타르 시민 1명당 거의 5명의 외국인 노동자가 있으며, 대부분 가사 도우미와 저숙련 노동자들이다.
대부분의 노동자들은 휴먼 라이츠 워치가 강제 노동에 비유한 환경에서 생활한다. 국제노동조합총연맹의 사무총장 샤란 버로는 "2010년 말에 우리는 기본적인 노동권에 대한 위험 평가를 실시했다. 걸프 지역은 마치 빨간불처럼 두드러졌다. 그들은 노동자 권리 면에서 절대적으로 최하위였다. 그들은 근본적으로 노예 국가였다"고 말했다. 출국 비자 시스템은 후원자의 허가 없이는 노동자들이 출국할 수 없게 한다.
직업을 변경하거나, 출국하거나, 운전면허를 취득하거나, 집을 임대하거나, 당좌예금 계좌를 개설하려면 고용주의 동의가 필요하다. 국제앰네스티는 여권을 돌려받기 위해 노동자들이 임금을 받았다는 허위 진술에 서명하는 것을 목격했다. 이 단체는 '후원' 시스템의 전면 개편을 요구했다. 아랍계 미국인 사업가 나세르 베이든은 그들의 상황을 "카타르의 외국인 노동자들은 현지 고용주들의 현대판 노예다. 현지 카타르인이 당신을 소유하고 있다"고 묘사했다.
2022년 FIFA 월드컵의 개최지로 카타르가 선정된 후 국제 언론의 관심이 증가했다. 2022년 3월, FIFA 회장 잔니 인판티노는 카타르 노동부 장관 알리 빈 사미크 알 마리 박사와 만나 노동자 복지 및 노동권 분야의 진전에 대해 논의했다. 이 회의에서는 또한 카타르의 노동 개혁에 관한 2022년 법률 18호가 공개되었는데, 이는 직업 변경에 대한 고용주의 허가를 없애고 모든 사람에게 차별 없는 최저 임금을 확립하는 것을 의무화했다.
GCC 국가들이 시행하는 카팔라 또는 후원 시스템은 저소득 이주 노동자들의 권리 침해의 주요 원인으로 지목되었다.
고소득 전문직 외국인 근로자들도 기업의 시스템 남용에 깊은 영향을 받는다는 사실은 거의 논의되지 않는다. 혼란스러운 문제는 많은 기업들이 EU와 미국 등 서방 국가에 기반을 두고 있다는 점이다.
이러한 기업들의 가장 흔한 형태의 남용은 직원의 고용이 종료된 후에도 직원을 해방시키지 않는 것이다. 이러한 해방의 부족(일반적으로 NOC(No Objection Certificate)를 통해)은 직원이 현재 고용주와의 고용이 종료된 후 카타르 내의 다른 회사로 이동하는 것을 제한한다.
이 새로운 법은 '후원'이라는 단어를 없앨지는 몰라도, 기본 시스템은 그대로 유지된다. 카타르가 자국 법이 학대를 조장하고 있다는 것을 인정한 것은 좋지만, 이러한 불충분한 변화는 계속해서 노동자들을 착취적인 고용주들의 손에 맡길 것이다.
회사에서 시행하는 이러한 금지 조치는 일반적인 직원이 고용이 종료된 시점부터 2년 동안 카타르에서 일하는 것을 막는다. 더 심한 경우에는 사업 기회가 실패했을 때 회사가 직원에게 돈을 갈취하기 위해 직원을 무기한으로 붙잡아 둔다. 최고 경영진부터 최하위 비서에 이르기까지 이 정책은 해롭고 직원에게 끊임없는 위협으로 작용한다.
2016년 12월 13일, 카타르 정부는 카팔라 시스템을 폐지함으로써 국내 노동자들에게 "실질적인 혜택"을 가져올 것이라고 밝힌 새로운 노동법을 도입했다. 이주 노동자들이 직업을 변경하고 출국하는 것을 더 쉽게 만드는 것을 목표로 한 새로운 규정은 즉시 발효되었다. 국제앰네스티는 이러한 개혁이 불충분하며 "이주 노동자들이 착취적인 고용주의 손에 계속 맡겨질 것"이라고 평가했다.
2020년 1월, 카타르는 카팔라 시스템의 일부였던 출국 비자 요건을 폐지하는 장관령을 발표했다. 출국 비자 요건이 제거되면서 카타르에서 일하는 이주 노동자들은 더 이상 고용주의 허가를 받을 필요 없이 카타르를 떠날 수 있게 되었다. 국제 노동 기구는 이 법령을 "노동 개혁 의제"의 "중요한 이정표"라고 설명했다. 휴먼 라이츠 워치는 직업 변경에 대한 고용주 동의 요구 사항과 영구 최저 임금 수준에서의 차별이 여전히 남아있어 이 변경이 불충분하다고 간주했으며, 이주 노동자들이 "고용주의 허가 없이 이탈할 경우 여전히 체포 및 추방에 직면했다"고 지적했다.
2020년 8월, 카타르 정부는 모든 노동자에 대해 월 최저 임금을 1,000 카타르 리얄 (미화 266달러)로 인상한다고 발표했다. 이는 이전의 임시 최저 임금인 750 리얄 (미화 200달러)보다 인상된 금액이다. 또한 현재 고용주의 동의 없이 직업을 변경할 수 있도록 NOC(No Objection Certificate)가 폐지되었다. 최저 임금 위원회도 설립되어 시행 여부를 확인하게 되었다.

### 2022년 FIFA 월드컵

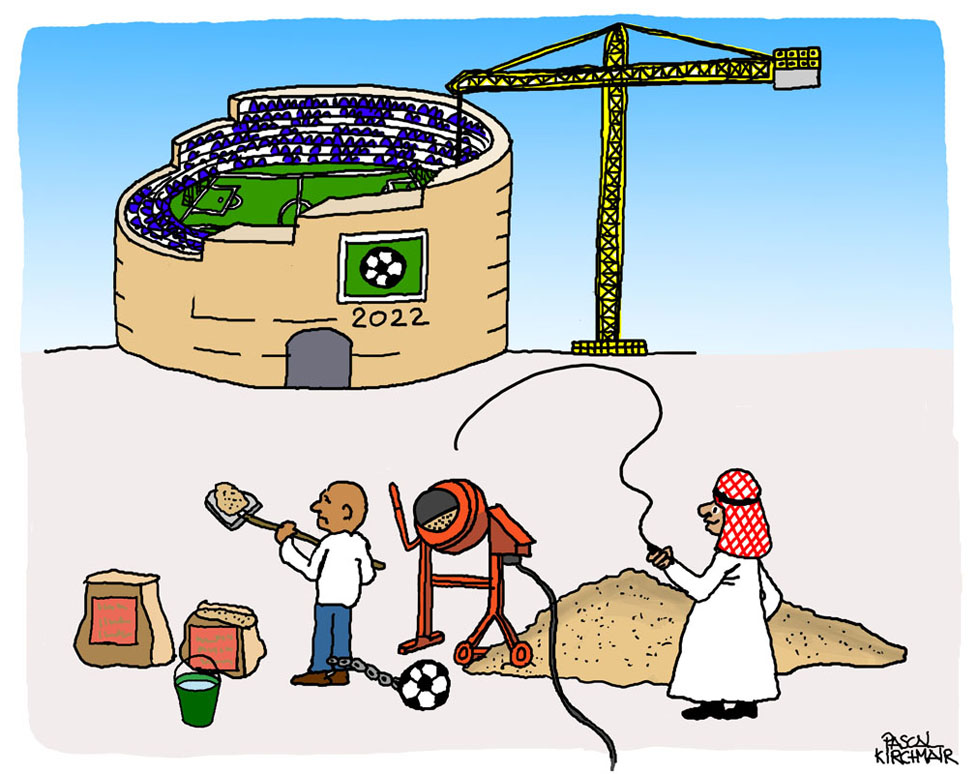
2022년 FIFA 월드컵을 앞두고 카타르 경기장 건설에 노예 노동이 사용되는 것을 묘사한 만평 (참조: 2022년 FIFA 월드컵 논란)

카타르의 이주 노동자 권리 문제는 2022년 FIFA 월드컵이 카타르에 개최권을 부여받은 이후 더 큰 주목을 받았다. 2013년 가디언지의 조사에 따르면, 많은 노동자들이 음식과 물을 거부당하고, 신분증을 빼앗기고, 강제 노동을 강요당했으며, 임금을 제때 받지 못하거나 전혀 받지 못해 사실상 노예 상태였다고 주장했다. 가디언은 카팔라 시스템의 개혁 없이는 대회 개최 시점까지 200만 명에 달하는 이주 노동자 중 최대 4,000명의 노동자가 열악한 안전 및 기타 원인으로 사망할 수 있다고 추정했다. 이러한 주장은 카타르가 월드컵 개최권을 따낸 2010년 이후 522명의 네팔 노동자와 700명 이상의 인도 노동자가 사망했으며, 매년 약 250명의 인도 노동자가 사망한다는 사실에 근거했다. 카타르에 50만 명의 인도 노동자가 있었음을 감안할 때, 인도 정부는 이는 지극히 정상적인 사망자 수라고 밝혔다.
2015년, BBC 기자 4명으로 구성된 팀은 카타르에서 노동자들의 상태를 보도하려다가 체포되어 이틀간 구금되었다. 이 기자들은 카타르 정부의 초청으로 방문한 것이었다. 월스트리트 저널은 2015년 6월, 국제노동조합총연맹이 1,200명 이상의 노동자들이 월드컵 관련 인프라 및 부동산 프로젝트에서 사망했다고 주장했지만, 카타르 정부는 아무도 사망하지 않았다고 반박했다고 보도했다. BBC는 나중에 카타르 월드컵 건설 현장에서 2011년에서 2013년 사이에 1,200명의 노동자가 사망했다는 흔히 인용되는 수치가 정확하지 않으며, 이 1,200명은 월드컵 준비에 참여한 노동자들뿐만 아니라 카타르에서 일하는 모든 인도인과 네팔인들의 사망을 나타내는 것이라고 보도했다.
대부분의 카타르 국적자들은 육체 노동이나 저숙련 직업을 피한다. 그들은 직장에서 우선권을 가진다. 네덜란드 왕립 축구 협회 회장인 미하엘 판 프라흐는 FIFA 집행위원회에 카타르에 대한 이러한 주장에 압력을 가하여 더 나은 노동자 조건을 보장하도록 요청했다. 그는 또한 부패 혐의가 입증될 경우 월드컵 개최지 재투표가 이루어져야 한다고 언급했다.
2016년 3월, 국제앰네스티는 카타르가 강제 노동을 사용하고, 노동자들을 열악한 환경에 살게 하며, 임금과 여권을 압류했다고 비난했다. 또한 FIFA가 인권 침해를 기반으로 경기장이 건설되는 것을 막지 못했다고 비난했다. 이주 노동자들은 국제앰네스티에 몇 달 동안 임금을 받지 못했다고 불평한 후 받은 언어적 학대와 위협에 대해 이야기했다. 네팔 노동자들은 2015년 네팔 지진 이후 가족을 방문하기 위한 휴가도 거부당했다.
2017년 10월, 국제노동조합총연맹은 카타르가 국내 200만 명 이상의 이주 노동자들의 상황을 개선하기 위한 협정에 서명했다고 밝혔다. ITUC에 따르면, 이 협정은 카팔라 시스템 종료를 포함하여 노동 시스템에 대한 실질적인 개혁을 제공했다. ITUC는 또한 이 협정이 노동자들의 전반적인 상황, 특히 2022년 FIFA 월드컵 인프라 프로젝트에서 일하는 노동자들에게 긍정적인 영향을 미칠 것이라고 밝혔다. 노동자들은 더 이상 출국하거나 직업을 변경하기 위해 고용주의 허가를 받을 필요가 없다. 국제앰네스티는 카타르가 월드컵 시작 전에 약속된 노동 개혁을 완료할 것인지에 대해 의문을 제기했으며, FIFA도 이 의견을 지지했다. 국제앰네스티는 카타르가 노동권을 개선하기 위한 일부 조치를 취했음에도 불구하고 여전히 학대가 발생하고 있음을 발견했다.
2019년 5월, 영국의 데일리 미러 신문사의 조사에 따르면, 경기장 노동자 28,000명 중 일부는 월 750 카타르 리얄, 즉 일반적인 주 48시간 노동에 대해 시간당 99펜스 또는 월 190파운드를 받고 있었다. 2006년 월드컵과 2008년 및 2016년 유럽 챔피언십의 잔디 공급업체였던 Hendriks Graszoden은 카타르에 월드컵 잔디를 공급하기를 거부했다. 회사 대변인 게르딘 블로에트(Gerdien Vloet)에 따르면, 이러한 결정의 한 가지 이유는 인권 침해 혐의 때문이었다.
2020년 4월, 카타르 정부는 코로나19로 인해 격리되거나 치료를 받는 이주 노동자들의 임금을 지불하기 위해 8억 2,400만 달러를 제공했다. 그해 말, 카타르 정부는 모든 노동자에 대해 월 최저 임금을 1,000 카타르 리얄 (미화 275달러)로 인상한다고 발표했다. 이는 이전의 임시 최저 임금인 월 750 리얄보다 인상된 금액이다. 새 법은 2021년 3월에 발효되었다. 국제 노동 기구는 "카타르는 국내 노동법에 대한 일련의 역사적인 개혁의 일환으로 차별 없는 최저 임금을 도입한 이 지역 최초의 국가"라고 밝혔다. 반면 캠페인 단체 Migrant Rights는 카타르의 높은 생활비를 고려할 때 새 최저 임금이 이주 노동자들의 필요를 충족시키기에는 너무 낮다고 주장했다.
고용주는 직원에게 음식과 숙소를 직접 제공하지 않을 경우 음식에 300리얄, 숙소에 500리얄을 지급해야 한다. NOC(No Objection Certificate)는 폐지되어 직원이 현재 고용주의 동의 없이 직장을 바꿀 수 있게 되었다. 최저 임금 위원회도 시행을 점검하기 위해 설립되었다. 이러한 개혁으로 카팔라 시스템이 폐지되고 계약 시스템이 도입되었다.
가디언이 발표한 조사 보고서는 대사관과 각국 해외 고용 사무소의 데이터를 활용하여 월드컵이 카타르에 개최권을 부여받은 이후 이주 노동자 사망자 수를 추정했다. 2010년부터 2020년 말까지 인도, 방글라데시, 파키스탄, 네팔, 스리랑카 출신 이주 노동자 6,500명 이상이 카타르에서 사망했다. 도하에서 열린 2022년 FIFA 총회에서 노르웨이 축구 협회 회장 리세 클라베네스는 대회와 관련된 여러 논란을 언급하며 FIFA가 카타르에 월드컵 개최권을 부여한 것을 비판했다. 그녀는 "2010년에 FIFA는 용납할 수 없는 방식으로 용납할 수 없는 결과와 함께 월드컵 개최권을 부여했다. 인권, 평등, 민주주의: 축구의 핵심 이익은 수년이 지나서야 선발 명단에 들지 못했다. 이러한 기본 권리들은 외부의 목소리에 의해 교체 선수로 필드에 밀려 나왔다. FIFA는 이러한 문제들을 다루었지만 아직 갈 길이 멀다"고 주장했다. 카타르 2022 사무총장 하산 알 타와디는 그녀의 발언이 카타르의 최근 노동 개혁을 무시했다고 비판했다. 유럽 연합의 2021년 세계 인권 및 민주주의 연례 보고서는 2021년에 카타르의 노동법 개혁이 비차별적 최저 임금 시스템과 카팔라 시스템 폐지를 포함했다고 언급했다.
2022년 3월, FIFA 회장 잔니 인판티노는 인터뷰에서 걸프 국가가 이전에 만연했던 노동권과 이주민 권리 문제에 있어 진보적이라고 주장하며 "카타르 당국이 노동 시장 전반에 걸쳐 개혁이 완전히 시행되도록 강력한 의지를 보이는 것을 기쁘게 생각한다. 이는 대회가 끝난 후에도 FIFA 월드컵의 지속적인 유산을 남기고 장기적으로 개최국의 이주 노동자들에게 혜택을 줄 것"이라고 덧붙였다. 대회 직전, 프랑스 24는 "카타르 이주 노동자들의 비극"이라는 제목의 보고서를 방영하며 논란과 많은 개혁 법률이 지켜지지 않았다는 추가적인 세부 사항을 밝혔다.
2022년 10월 20일, 국제앰네스티는 카타르가 이주 노동자들을 위해 실시한 개혁이 미완성이고 월드컵이 임박했음에도 여전히 보상금이 지급되지 않았다고 비판하는 기사를 발표했으며, 카타르가 지난 5년간 노동권 분야에서 중요한 진전을 이루었지만, 아직 갈 길이 멀다는 것이 분명하다고 밝혔다. 그러나 개혁은 카타르가 2022년 FIFA 월드컵을 개최하면서 이루어졌으며, 이 행사는 카타르를 주목받게 했다. 카타르 정부는 월드컵이 끝이 아니며, 행사 후에도 개혁을 계속 시행할 것이라고 항상 확언했다.
정부는 임금 보호 시스템을 강화하고 새로운 민원 플랫폼을 추가하여 접근성을 높였으며, 임금 보호 시스템(WPS)이 전자적으로 지급을 모니터링하기 때문에 대부분의 사례(2021-2022년 84%)가 노동자에게 유리하게 결정되었다. 2021년과 2022년 사이에 노동자 지원 및 보험 기금에 지급된 금액이 증가했다. 카타르 정부는 또한 다양한 기업에서 사회적 대화 구조를 구축했다. 노동부와 ILO는 법률 및 정책 개발, 시스템, 감찰관 역량 강화, 그리고 코로나19 범유행 동안 노동자와 작업장의 안전을 유지하기 위한 조치를 포함한 홍보 캠페인에 긴밀히 협력했다.

## 사우디아라비아
2008년 HRW 보고서에 따르면, 사우디아라비아의 카팔라 시스템 하에서는 "고용주가 고용된 이주 노동자에 대한 책임을 지며, 노동자가 사우디아라비아에 입국하거나, 직장을 옮기거나, 출국하기 전에 명시적인 허가를 받아야 한다. 카팔라 시스템은 고용주에게 노동자에 대한 막대한 통제권을 부여한다." HRW는 "일부 악덕 고용주들은 카팔라 시스템을 악용하여 가사 노동자들이 자신의 의지에 반하여 계속 일하도록 강요하고, 본국으로 돌아가는 것을 금지한다"며 이는 "세계 인권 선언 13조와 양립할 수 없다"고 밝혔다.
HRW는 "사우디 고용주가 지불하는 높은 고용 수수료와 카팔라 시스템이 부여하는 노동자의 직장 변경 또는 출국 통제권의 조합으로 인해 일부 고용주들은 가사 노동자에 대한 '소유권'을 행사할 권리가 있다고 느끼게 되었다"며 이러한 "소유권 의식...은 노예와 유사한 조건을 만들어낸다"고 밝혔다. 2018년 프랑스 24와 ALQST는 카팔라 시스템 고용주인 "카필"이 트위터 및 기타 온라인 소셜 네트워크를 이용하여 사우디 법을 위반하여 가사 노동자를 다른 카필에게 "판매"하는 사례를 보도했다. ALQST는 이러한 온라인 거래를 "노예제 2.0"이라고 묘사했다.
2015년부터 2018년 사이에 여러 인도네시아 가사 노동자들이 사우디아라비아에서 처형되었다. 시티 자이네브와 카르니는 2015년 4월에 참수되었다. 무하마드 자이니 미신은 2018년 3월에 고용주를 살해한 혐의로 처형되었다. 2018년 10월 29일, 또 다른 인도네시아 가사 노동자인 투티 투르실라와티는 성적 학대와 관련하여 자기방어였다고 주장했지만, 고용주를 살해한 혐의로 처형되었다. 인도네시아 외교부 장관 레트노 마르수디는 선고에 대한 항소에도 불구하고 경고 없이 집행된 이 처형에 대해 공식적인 항의를 제기했다.
1991년부터 2019년까지 300,000명의 방글라데시 여성이 카팔라 시스템 하에 사우디아라비아로 갔다. 2019년 11월 초, 수미 악터의 사건에 대한 시위가 다카에서 발생했다. 그녀는 "무자비한 성폭행"을 당하고 15일 동안 감금되었으며 사우디 고용주에 의해 뜨거운 기름으로 손이 화상을 입었다고 주장했다. 고문을 당했다고 주장한 또 다른 방글라데시인 나즈마 베굼의 사건도 언론의 주목을 받았다. 둘 다 병원 청소 직원으로 일할 것을 약속받았지만 속아서 가정부로 일하게 되었다. 베굼은 치료받지 못한 질병으로 사우디아라비아에서 사망했다.
2020년 11월 4일, 사우디 비전 2030의 일환으로 사우디아라비아는 노동법 개혁 계획을 발표했다. 2021년 3월 14일부터 시행되는 새로운 조치는 다음을 통해 카팔라 시스템을 제한하는 것을 목표로 한다.
1. 노동 계약의 디지털 문서화 의무화.
2. 출국 비자, 최종 출국 비자, 재입국 비자 및 스폰서 변경 시 스폰서 동의 의무를 폐지. 단, 계약 기간 종료 후 또는 계약에 명시된 적절한 통지 기간 후에 신청하는 경우에 한한다. 계약 기간 내에 신청하는 경우에는 다른 요건이 적용될 수 있다.

변경 사항은 압셔 및 키와 포털에서 구현될 예정이며, 둘 다 사우디아라비아 전자정부의 일부이다.
2021년 3월, 사우디아라비아는 새로운 노동 개혁을 도입하여 일부 이주 노동자들이 고용주의 동의 없이 직장을 바꿀 수 있도록 허용했다. 휴먼 라이츠 워치는 이러한 개혁이 카팔라 시스템의 남용을 해체하지 못했으며, "이주 노동자들이 여전히 높은 착취 위험에 노출되어 있다"고 주장했다. 노동법의 적용을 받지 않는 많은 가사 노동자와 농민들은 여전히 여권 압수, 임금 지연, 심지어 강제 노동을 포함한 다양한 학대에 취약하다. 이주 노동자들은 고용주의 허가 없이 출국 허가를 요청할 수 있지만, 출국하기 위해 출국 허가를 받아야 한다는 요구 사항은 인권 침해이다.
2021년 4월 프랑스 24의 조사 보고서는 사우디아라비아의 여성 이주 노동자 학대 사례를 기록했다. 마다가스카르 출신의 22세 여성 이주 노동자는 고용주의 집에서 도망친 후 일하던 지하 매춘 조직에 의해 살해당하고 알주바일에 관 없이 매장되었다. 일부 스폰서들이 이주 노동자들의 여권을 몰수하는 관행 때문에 동아프리카 출신 젊은 여성들은 고용주로부터의 부당한 대우를 인지한 후에도 고국으로 돌아가기 어렵다. 이 여성들은 종종 매춘에 빠지게 된다.

### 2034년 FIFA 월드컵
2022년 FIFA 월드컵을 앞둔 카타르와 유사하게, 사우디아라비아에서 열리는 2034년 FIFA 월드컵은 경기장과 인프라 건설에 이주 노동자들이 참여하게 된다. 국제앰네스티는 사우디아라비아의 월드컵 관련 사망자 수가 높을 것이며 "많은 사람들이 죽을 것"이라고 경고했다. 2025년 3월 12일, 첫 이주 노동자 사망자가 보고되었다. 파키스탄 출신인 무하마드 아르샤드는 코바르의 아람코 스타디움에서 일하다 사망했다.

## 아랍에미리트
아랍에미리트는 UAE로 이주하여 일하고자 하는 특정 외국인에게 취업 허가를 발급하기 위한 취업 비자 후원 시스템을 운영하고 있다. 대부분의 비자는 기관 및 기업의 후원을 받는다. UAE에서 일하기 위해 입국하려는 사람은 인적자원부에서 2개월 유효한 취업 허가를 받는다. 후원자는 건강 검진 및 신분증, 서류, 스탬프 취득을 책임진다. 직원은 그 다음 자신의 가족 구성원을 후원하여 UAE로 데려올 수 있다.
2015년 장관령 766호 1조에 따르면, 계약이 만료된 직원은 새로운 허가를 받고 6개월 구직 비자로 UAE에 머물 수 있다. 고용주가 60일 동안 임금을 지불하지 않는 등 법적 및 계약적 의무를 위반하는 경우에도 새로운 취업 허가가 발급된다. 직원은 최소 6개월 고용 후 계약 해지를 요청할 수 있다. 부당하게 고용이 종료된 직원은 6개월 조건 없이 새로운 취업 허가를 받을 권리가 있다.
외국인의 거주 및 취업 허가 권리는 1973년 UAE 연방 법률 제6호 "외국인 입국 및 거주에 관한 법률"에 의해 보호된다. UAE 법에 따르면, 고용주는 취업 비자를 가진 직원에게 연차 휴가, 정기 유급 임금, 45일 출산 휴가, 퇴직 권리, 퇴직금, 그리고 새로운 직업을 찾기 위한 30일의 유예 기간을 거부할 수 없다. 또한 고용주는 직원의 여권을 몰수하거나, 직원이 거주 비자 비용을 지불하도록 강요하거나, 보상 없이 하루 8시간 또는 주 45시간 이상 일하도록 강요하는 것이 법으로 금지되어 있다. 떠나기를 원하는 직원은 일반적으로 30일 이하인 법적 통지 기간을 완료해야 하며, 그렇지 않으면 최대 1년 동안 UAE에서 일할 수 없게 된다. 남편의 취업 신분으로 합법적으로 국내에 거주하던 외국인 미망인 또는 이혼 여성은 취업 허가나 후원자 없이 1년 비자를 받아 국내에 머무를 수 있다.
2014년 10월, 휴먼 라이츠 워치는 UAE에 약 146,000명의 여성 이주 가사 노동자가 있으며, 이들의 취업 비자는 UAE 고용주의 후원을 받는다고 추정했다. 99명의 여성 가사 노동자들과의 인터뷰에서 HRW는 인터뷰 대상자들이 주장한 학대 사례를 나열했다: 대부분은 고용주에게 여권을 압수당했고, 많은 경우 임금이 완전히 지급되지 않았거나, 초과 근무(하루 최대 21시간)가 요구되거나, 음식, 생활 조건 또는 의료 치료가 불충분했다. 24명은 신체적 또는 성적 학대를 당했다.
HRW는 UAE 정부가 가사 노동자들을 착취와 학대로부터 적절히 보호하지 못했다고 비판했으며, 국내 노동자들이 이민 신분을 잃지 않고 고용주를 자유롭게 변경할 수 있도록 1973년 연방 법률 제6호 "외국인 입국 및 거주에 관한 법률"을 폐지하거나 개정하는 것을 포함한 많은 권고를 UAE에 제출했다. UAE는 2015년 장관령 제766호를 도입하여, 고용주가 노동자를 부당하게 대우한 경우 노동자가 이민 신분을 잃지 않고 계약을 해지하고 새로운 취업 허가를 받을 수 있도록 하거나, 또는 최소 6개월 고용 후 새로운 고용주를 찾은 경우 이민 신분을 잃지 않고 계약 해지를 요청하고 새로운 취업 허가를 받을 수 있도록 했다.
여권을 몰수하는 행위는 UAE 법에 위배되는 불법 행위이다.
2017년 6월, UAE는 노동법을 국제 노동 기구(ILO)의 국내가사노동자 협약과 일치시키기 위한 새로운 법안을 채택하여 이주 가사 노동자들에게 다른 UAE 직원들과 동일한 노동 보호를 제공했다. 이 법안은 고용주가 가사 노동자에게 숙소와 음식, 연간 최소 30일의 유급 휴가, 15일의 유급 병가, 15일의 무급 병가, 업무 관련 부상 또는 질병에 대한 보상, 그리고 하루 12시간의 휴식을 제공하도록 요구한다.

## 같이 보기
- 걸프 협력 회의 지역의 이주 노동자
  - 걸프 협력 회의 지역의 남아시아 노동자 대우
- 부채 속박
- 출국 비자
- 불법 이민
- 불법체류
- 노동력 국산화
- H-1B 비자